# 川杨
川杨（学名：Populus szechuanica）为杨柳科杨属的植物，是中国的特有植物。分布在中国大陆的陕西、甘肃、云南、四川等地，生长于海拔1,100米至4,600米的地区，多生长于常与云杉混交，目前尚未由人工引种栽培。

## 异名
- Populus kangdingensis C. Wang et Tung var. tibetica (Schneid.) N. Chao et J. Liu
- Populus szechuanica Schneid.  var. tibetica Schneid.